# Schloss Montpoupon

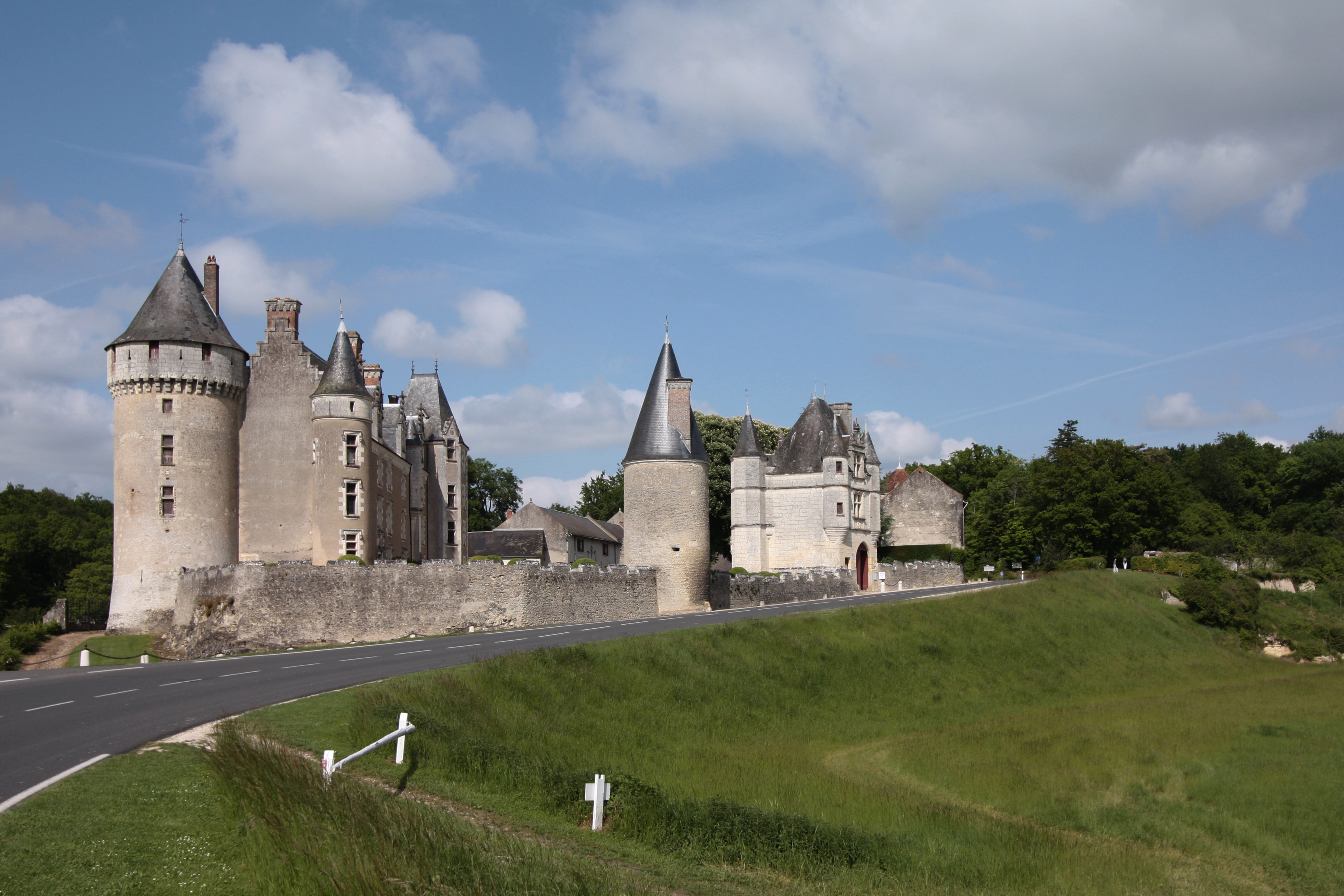
Das Schloss von der Straße aus gesehen

Das Schloss Montpoupon gehört zur französischen Gemeinde Céré-la-Ronde im Département Indre-et-Loire der Region Centre-Val de Loire. In seinen Wirtschaftsgebäuden ist seit 1971 ein Jagdmuseum beheimatet.
Die Schlossanlage wurde im Mai 1930 als Monument historique eingeschrieben (französisch: inscrit). Am 28. Januar 1966 folgte dann seine Klassifizierung (französisch: classé) als Monument historique.

## Geografie und Etymologie
Montpoupon, eine von Montrichard abhängende Kastellanei, gab es bereits im 12. Jahrhundert und wahrscheinlich schon früher in dem Tal zwischen Montrichard und Loches.
Der Name des Schlosses leitet sich von dem germanischen Stamm der Popponen ab, der zur Karolingerzeit hier auf dem Hügel (Mont = Berg) siedelte. Aus mons poppo (deutsch: der Hügel der Popponen) wurde im Verlauf der Sprachentwicklung Montpoupon.

## Geschichte
Im Mittelalter war der Ort strategisch bedeutend genug, um den Bau einer Burg zu rechtfertigen. Von dieser Anlage aus dem 13. Jahrhundert sind nur die Türme erhalten.
Vom 14. bis zum 17. Jahrhundert war das Lehnsgut im Besitz der Familie de Prie. Die Lehnsherren wurden für ihre Treue zum Haus Valois mit der Übertragung wichtiger Ämter belohnt, wie zum Beispiel dem eines Kämmerers oder dem eines Großmeisters der Armbrustschützen.

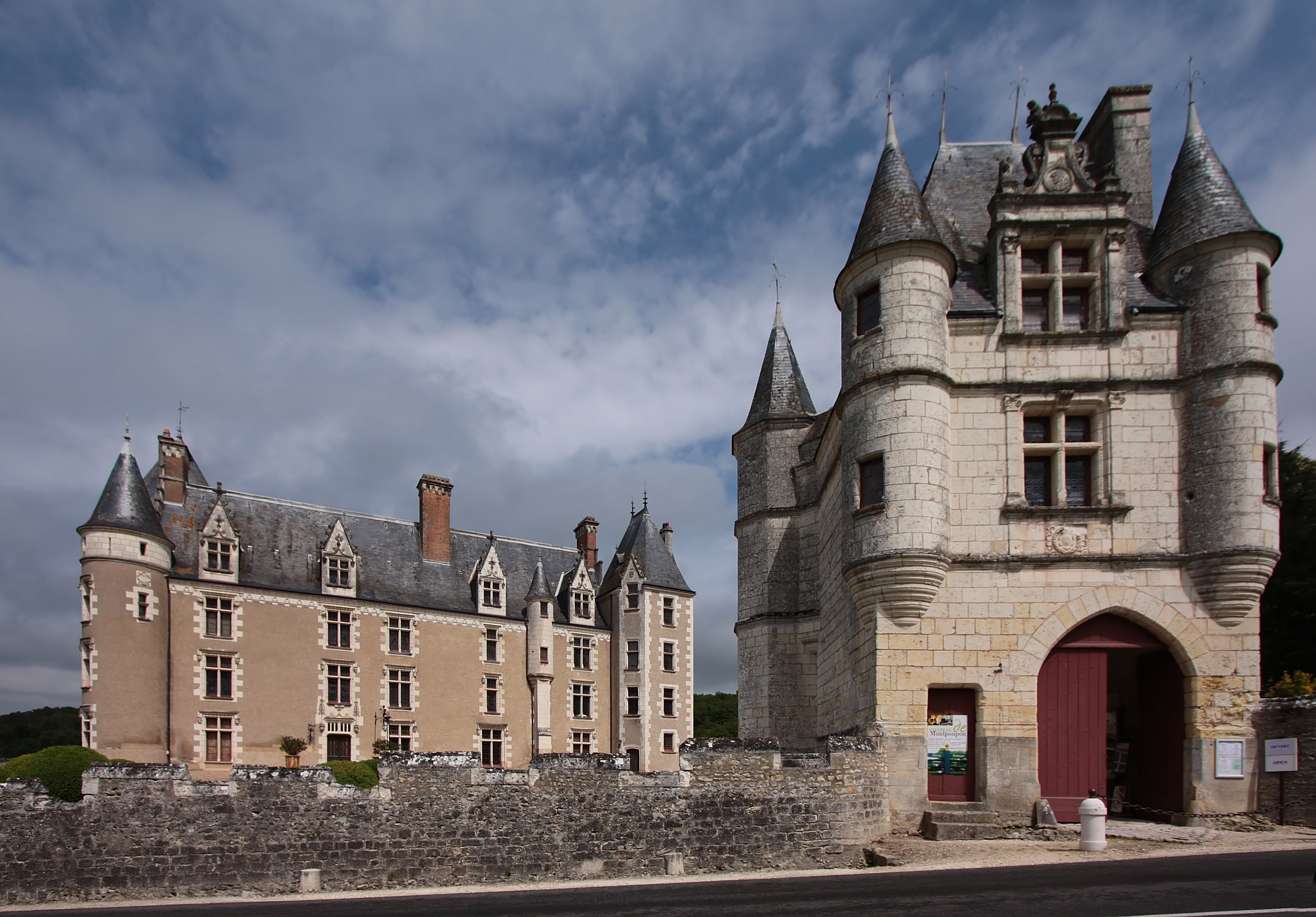
Zugang

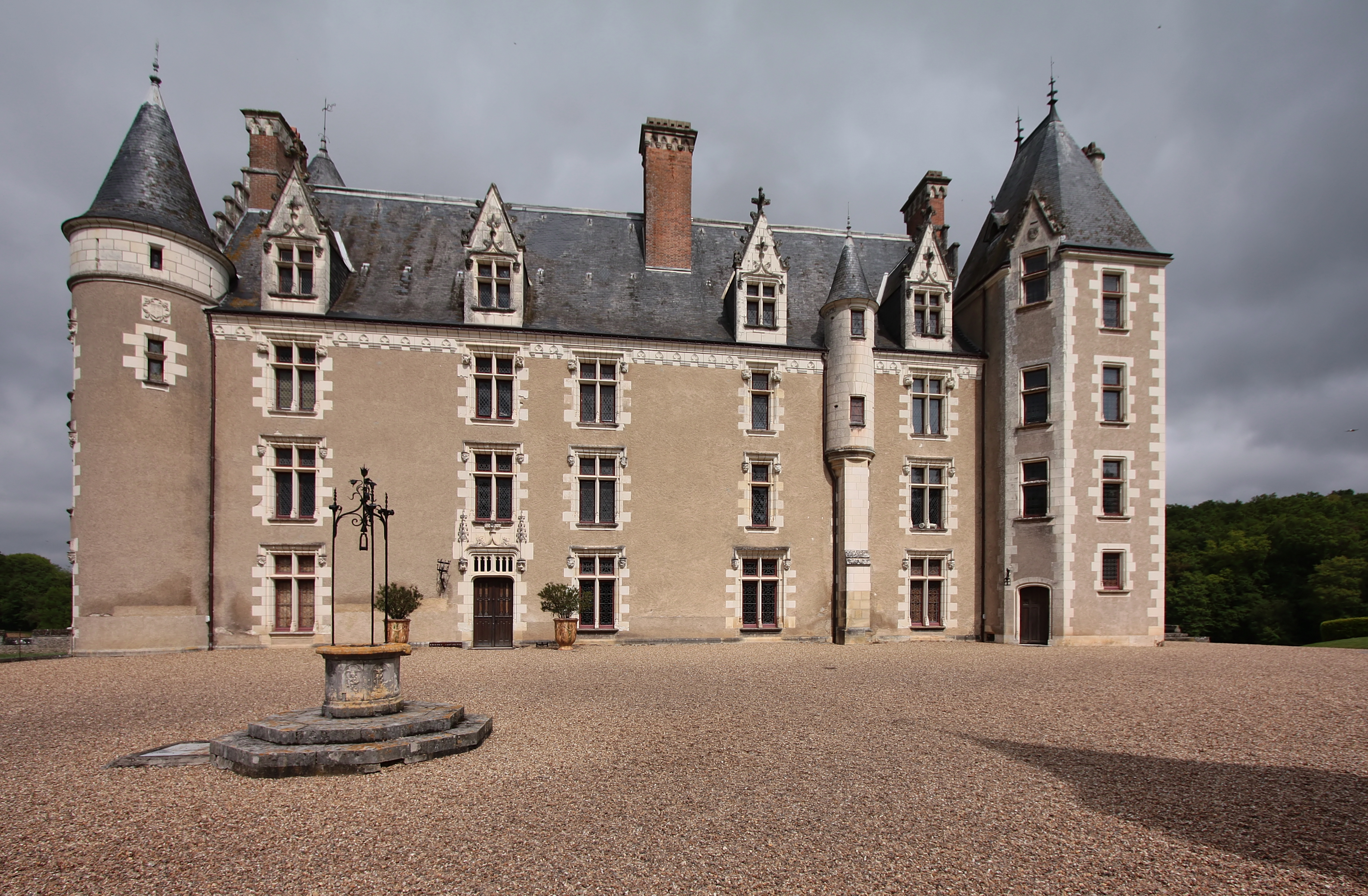
Wohntrakt und Brunnen

Die Schlossanlage wurde im 14. und 16. Jahrhundert nach den Erfordernissen der modernen Kriegsführung erweitert. Der Torbau, die hohen Wohntrakte aus dem 15. Jahrhundert, der Westturm sowie ein isolierter Hauptturm mit Wehrgang und Pechnasen, vermitteln trotz Abriss der Mauern während der Französischen Revolution einen Eindruck von diesen befestigten Schlössern an strategischen Punkten des königlichen Straßennetzes.
Montpoupon blieb bis in die Mitte des 18. Jahrhunderts im Besitz der männlichen Nachfolger der de Prie. Danach wurde das Schloss jeweils von der Mutter an die Tochter vererbt. Die Damen zeigten jedoch wenig Interesse an den Baulichkeiten, die mit der Zeit verfielen. 1763 erwarb Markgraf von Tristan, damaliger Bürgermeister von Orléans, das Anwesen. Er verbesserte die Pachthöfe und Mühlen, führte eine Flurbereinigung durch und regelte das Wasserrecht, um Montpoupon zu einem einträglichen Besitz zu machen. Zu guter Letzt beschloss er, das Schloss zu restaurieren, was sich aufgrund der Revolution nicht mehr in die Tat umsetzen ließ.
Um 1840 ließ der neue Besitzer des Schlosses die Wirtschaftsgebäude errichten, die noch heute existieren. Im Jahre 1857 erwarb schließlich Jean Baptiste de la Motte Saint Pierre das Anwesen. Er ließ in der Zeit um 1900 Arbeiten durchführen, die Montpoupon wieder das Erscheinungsbild der Renaissance verliehen.
Im Zweiten Weltkrieg, als sich Frankreich unter deutscher Besatzung befand, wurde das Schloss vom Maquis Lecoz überfallen und geplündert, weil die Bewohner seit 1940 Résistance-Kämpfer (Maquis) bei sich versteckten. Georges Lecoz, der Anführer der Gruppe, war ein Berufskrimineller, der sich den Nazis anschloss. Nachdem er diese bestohlen hatte, gab er vor, ein Résistance-Kämpfer zu sein, wobei sich seine Aktivitäten ausschließlich am Ziel orientierten, andere Kollaborateure oder Résistance-Kämpfer zu berauben und zu töten. Er griff selten die Besatzer an und wählte seine Opfer nach ihrem Vermögen.

## Architektur
Der massive, runde Donjon mit konisch ausgeweiteter Basis aus dem 12./13. Jahrhundert weist im oberen Abschnitt einen auf Konsolen ruhenden, auskragenden Wehrgang mit Schießscharten und kleinen Fensteröffnungen auf. Darüber erhebt sich der kegelförmige Turmhelm. Es schließt sich der im 15. und 16. Jahrhundert errichtete, langgestreckte Wohntrakt an. Auf der rechten Seite bildet ein Eckturm mit schmalen Fenstern mit Architrav das Pendant zum Donjon. Die Fassade des Mittelteils ist mit Kreuzstockfenstern gestaltet. Auf den steilen Schieferdächern sitzen Lukarnen mit dekorativen spätgotischen Giebeln.
Der gesamte Komplex ist von einer niedrigen Mauer mit einem runden Turm und einem Schilderhaus aus dem 16. Jahrhundert umgeben. Das quadratische, mit Ecktürmen bewehrte Torhaus führt in den Ehrenhof mit dem Schlossbrunnen aus dem 15. Jahrhundert.

## Ausstellung

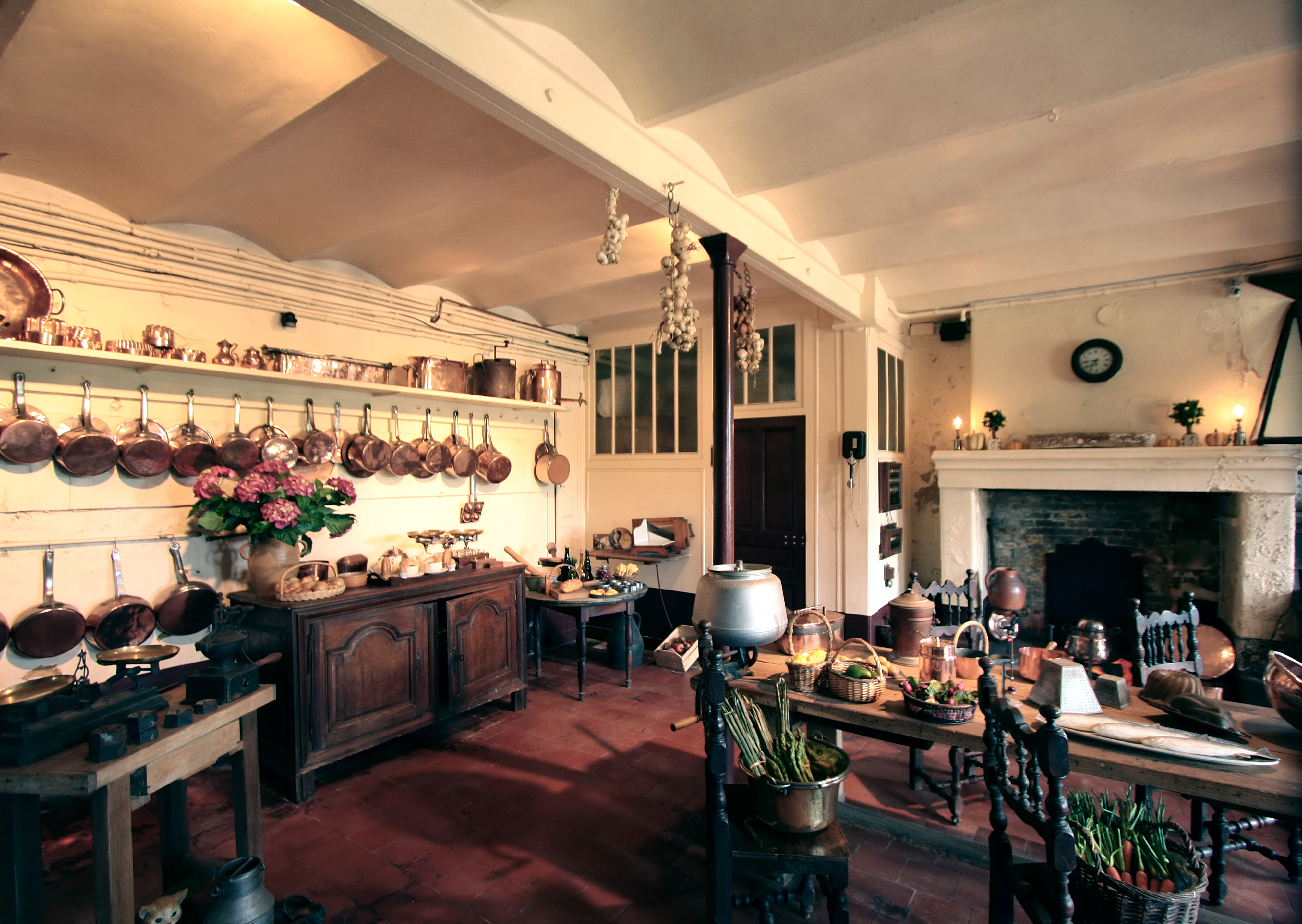
Schlossküche

Besuchern stehen der Eingangspavillon und einige Räume des Wohntrakts offen, darunter das Schlafzimmer des Marschalls Philippe de La Mothe-Houdancourt, dessen Frau Louise de Prie de La Mothe-Houdancourt im 17. Jahrhundert Besitzerin des Anwesens war.
Das Schlossleben vergangener Jahrhunderte wird in den Wirtschaftsgebäuden lebendig. Die Küche mit ihrem Herd und den vielen Kupfertöpfen wurde noch bis 1978 benutzt. In der Wäschekammer (französisch: Lingerie) sind feine spitzenbesetzte, plissierte Kleidungsstücke aus dem 19. Jahrhundert ausgestellt. Der angrenzende Pferdestall bietet Platz für Kutschen aus alter Zeit, und in der Sattlerei hängt altes Pferdegeschirr.
Das in neuerer Zeit eingerichtete Jagdmuseum (französisch: Musée du Veneur) beschreibt den Tagesablauf des Hobby-Jägers. Andere Themen sind die Wild- und Waldpflege, die Tierzucht, Waidmannskleidung sowie die zur Jagd gehörenden Handwerke wie Sattlerei, Herstellung von Livree-Knöpfen und Jagdhörnern.